# Arena van Verona

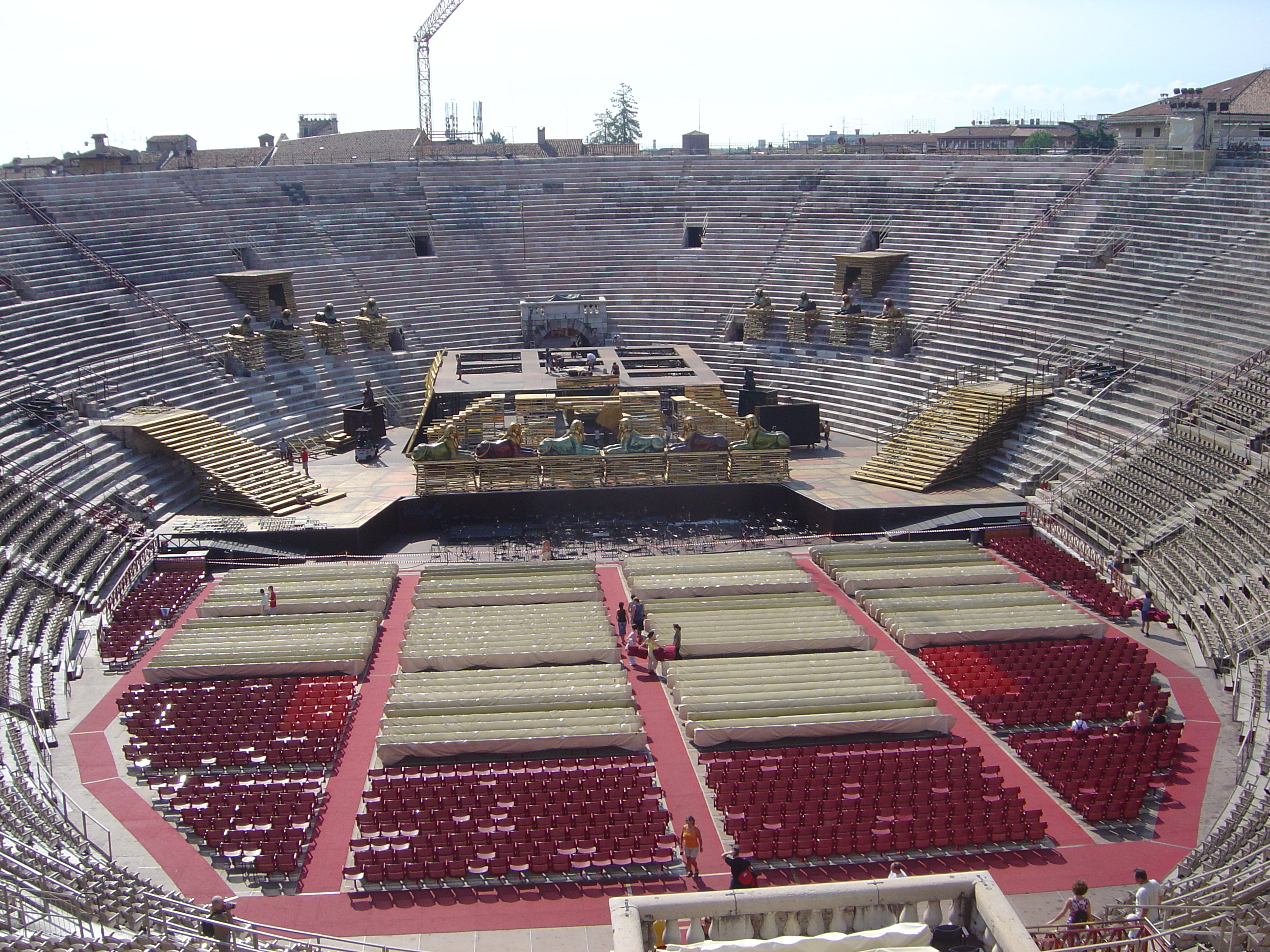
Arena van Verona, Interieur

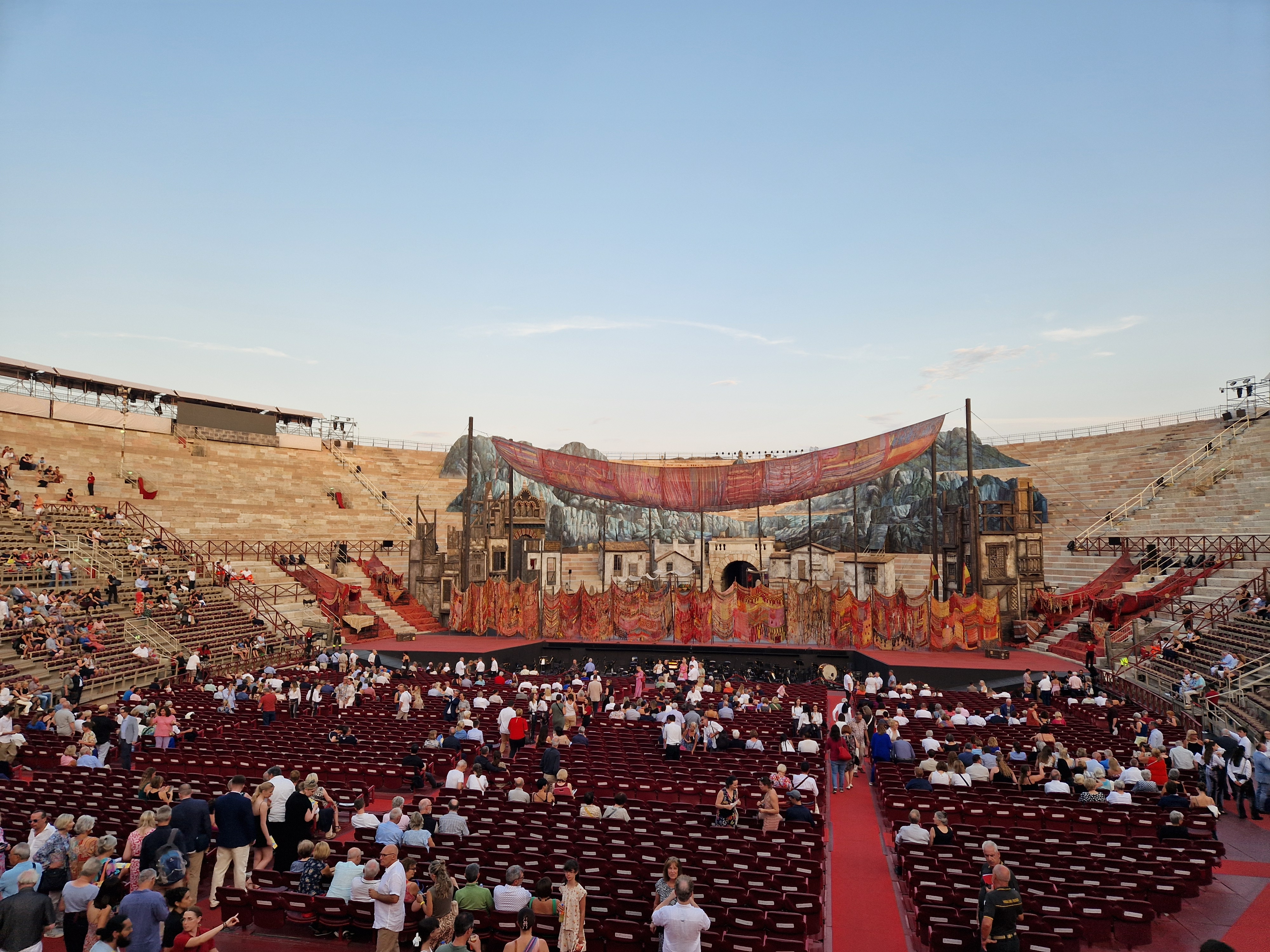
Arena van Verona, voorafgaand een voorstelling

De Arena van Verona is een antiek Romeins amfitheater in Verona in Italië. De arena bevindt zich aan de Piazza Bra. De arena is een van de best bewaard gebleven amfitheaters en wordt tot op heden nog gebruikt. Het staat bekend om de operavoorstellingen die er gehouden worden.
De arena is voltooid in 30 n.Chr., op een plaats die toen buiten de stadsmuren lag. Pas in de middeleeuwen is de arena binnen de stadsmuren gebracht. Met een afmeting van 138 meter lang en 110 meter breed is het een van de grootste amfitheaters uit het Romeinse Rijk. Vier ringmuren droegen de tribunes. De toeschouwers kwamen op hun zitplaats via 72 ingangen en 64 trappen. De buitenmuur was gebouwd uit wit en roze kalksteen uit Valpolicella en had drie verdiepingen bestaande uit arcades. Een aardbeving in 1117 verwoeste bijna de gehele bovenste verdieping en de oorspronkelijke buitenmuur, slechts een klein deel hiervan resteert nog.
Na de aardbeving veranderde de Arena in een steengroeve waar eenvoudig bouwmateriaal voor nieuwe gebouwen kon worden gevonden. Pas tijdens de Renaissance kwam het weer in gebruik als een theater.
Dankzij de uitstekende akoestiek is het gebouw goed geschikt voor operavoorstellingen, die vanaf 1913 gehouden worden. Tegenwoordig vinden er elk jaar van juni tot en met augustus opera-uitvoeringen plaats, waarbij zo'n 22.000 toeschouwers aanwezig kunnen zijn.
Tijdens de wintermaanden treedt de opera en het ballet op in de L'Accademia Filarmonica.